# Tổng thống

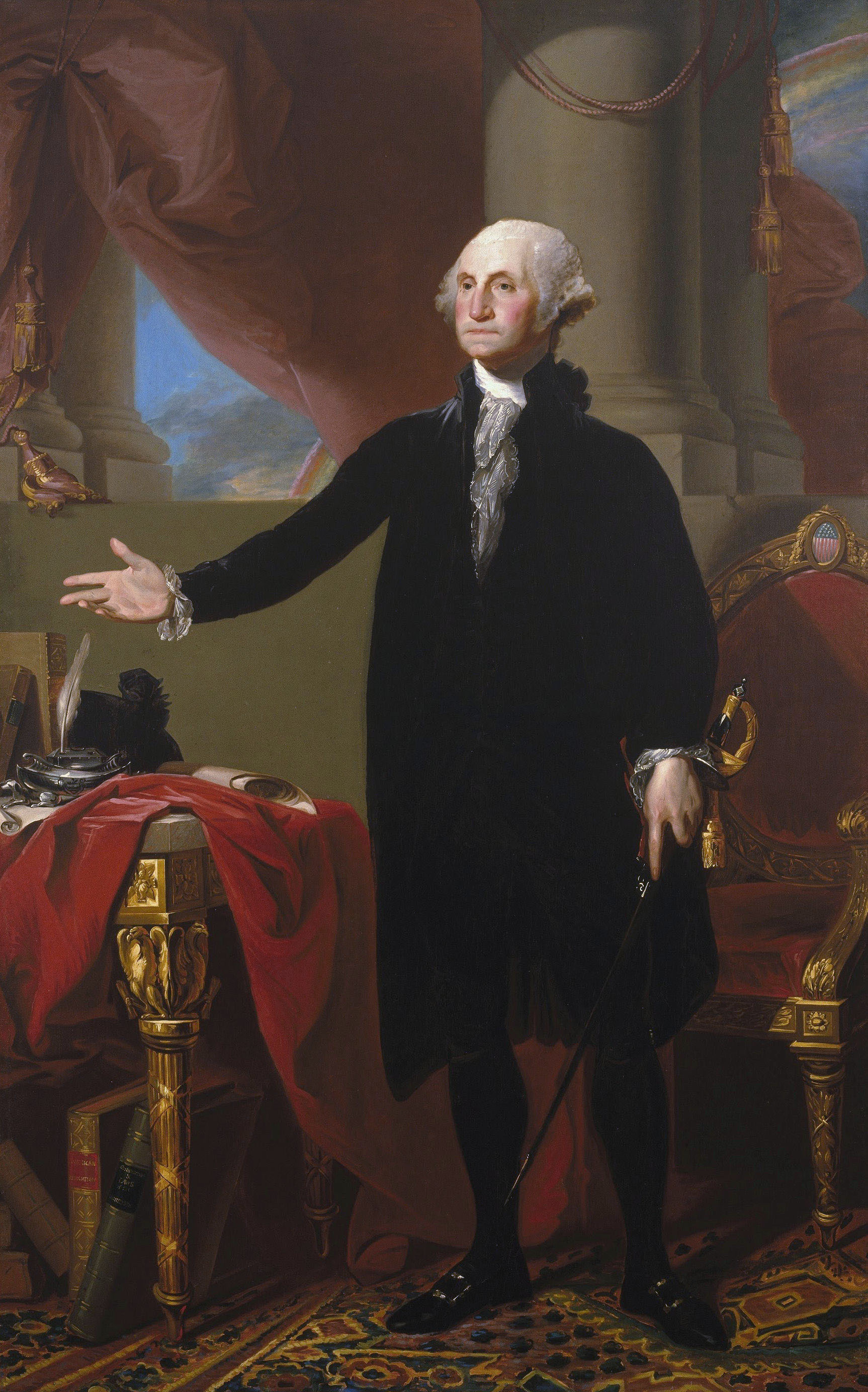
George Washington, Tổng thống đầu tiên của Hoa Kỳ (tại nhiệm 1789-1797) và cũng là người đầu tiên nắm giữ chức vụ này.

Tổng thống là nguyên thủ quốc gia và là nhà lãnh đạo cao nhất của hầu hết các quốc gia theo thể chế cộng hòa cũng như theo hệ thống tư bản chủ nghĩa, chủ nghĩa tự do. Cũng giống như thủ tướng, quyền hành và phạm vi của họ phụ thuộc vào những quy định được đưa ra từ tổ chức lập pháp cao nhất của các quốc gia đó.

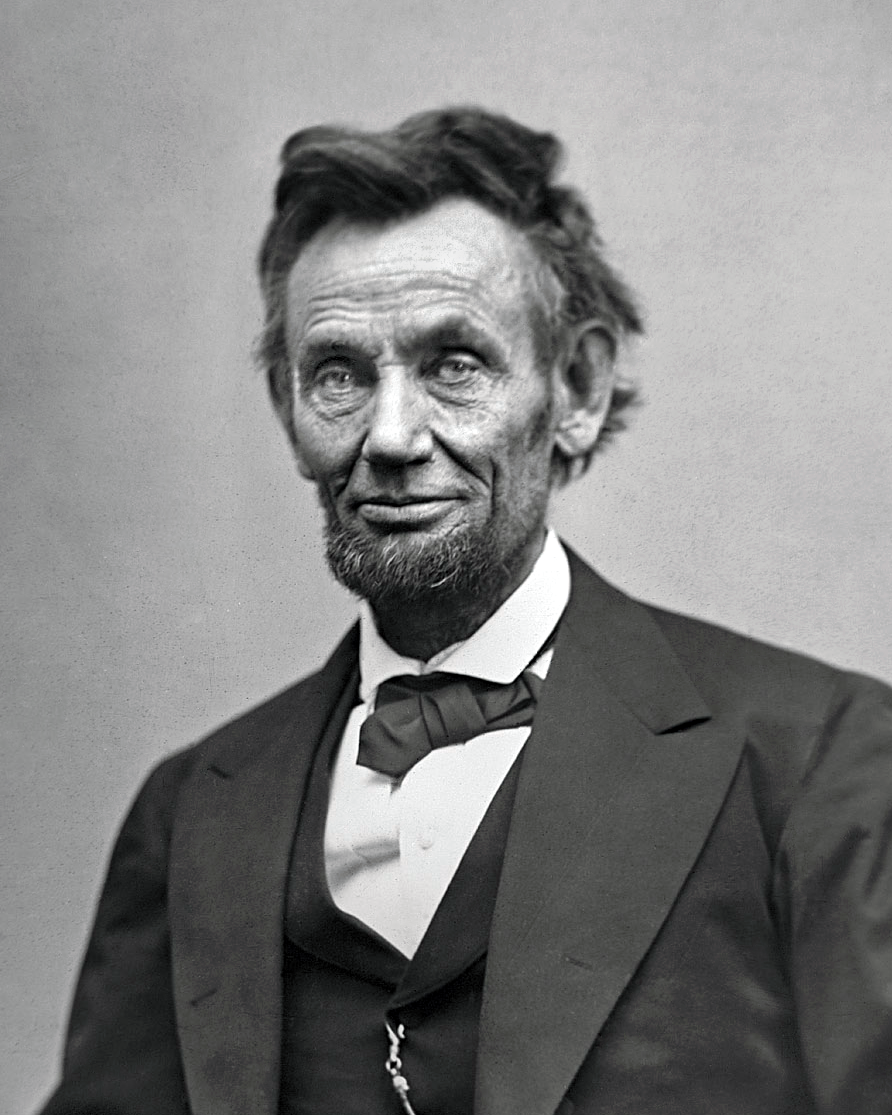
Abraham Lincoln, tổng thống Hoa Kỳ thứ 16 (tại nhiệm 1861–1865).

Tổng thống được bầu ra qua sự lựa chọn của người dân một cách trực tiếp hay gián tiếp, theo hiến pháp của một quốc gia. Phạm vi quyền lực của họ nhiều khi vượt xa hơn những quy định thông thường, ví dụ như họ sẽ được đề cử làm tổng tư lệnh của lực lượng vũ trang quốc gia nếu họ nhận được sự ủng hộ lớn trong quân đội.
Tổng thống trong nhiều thể chế cộng hòa khác nhau có thể có những quyền hạn khác nhau. Ở cộng hòa đại nghị, tổng thống thường có quyền hành pháp giới hạn và mang tính tượng trưng, quyền lực thường nằm ở thủ tướng và quốc hội. Mặt khác, cộng hòa tổng thống chế và cộng hòa bán tổng thống chế có tổng thống với quyền hạn cao hơn, có thể kiêm nhiệm chức vụ của người đứng đầu chính phủ.
Trong tiếng Anh và tiếng Pháp, hai từ tổng thống  và chủ tịch nước đều lần lượt được dịch là President và Président nhưng trong tiếng Hán Quan thoại, tiếng Quảng Châu, tiếng Hàn và tiếng Nhật lại có sự khác biệt giữa 2 từ này.
Hiện nay, phần lớn các quốc gia trên thế giới có nguyên thủ quốc gia là Tổng thống (ngoại trừ một số quốc gia xã hội chủ nghĩa).
Tổng thống có thể là người không theo đảng phái hoặc cũng có thể là người theo đảng phái. Họ là những cá nhân được nhân dân bầu ra và phải được sự chấp thuận của Quốc hội nên họ có những quyền lợi cơ bản sau:
- Bổ nhiệm và bãi nhiệm các thẩm phán tòa án tối cao
- Trưng cầu dân ý

## Lịch sử
Chức vụ Tổng thống được nhắc đến và được áp dụng chính thức lần đầu tiên trong Hiến pháp Hoa Kỳ năm 1787. Trên thực tế, Nhà nước Hợp chúng quốc Hoa Kỳ đã được thành lập từ năm 1776. Cho đến 1787, Chính phủ Hoa Kỳ vẫn chưa thể tách rời hoàn toàn toàn khỏi Quốc hội Lục địa để trở thành một nhánh hành pháp mạnh mẽ và độc lập. Người đứng đầu Quốc hội Lục địa vào lúc đó được gọi là Chủ tịch Quốc hội Lục địa. Cả Chủ tịch Quốc hội Lục địa và Tổng thống Hoa Kỳ trong tiếng Anh đều được gọi là President of the United States. Tuy vậy, Chủ tịch Quốc hội Lục địa có quá ít quyền lực để có thể coi là nguyên thủ quốc gia. Hiến pháp Hoa Kỳ, được ban hành năm 1787, đã xác lập chức vụ Tổng thống Hoa Kỳ. George Washington là người đầu tiên nắm gữ chức vụ này. Vì vậy có thể coi Mỹ là cái nôi của chức vụ Tổng thống.

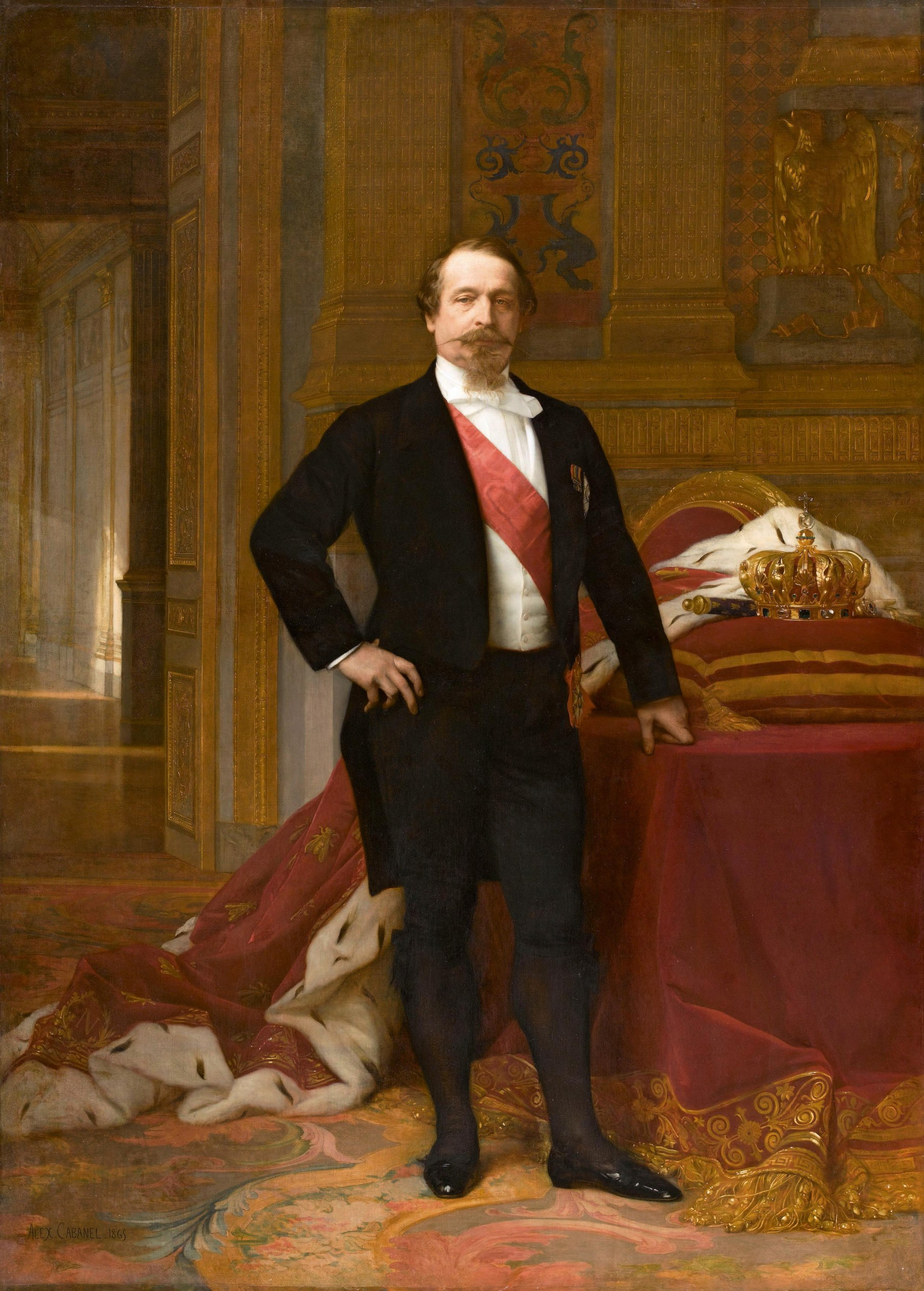
Louis-Napoléon Bonaparte, Tổng thống Cộng hoà Pháp đầu tiên (tại nhiệm 1848-1852) và là Hoàng đế Pháp (tại vị 1852- 1870) với đế hiệu Napoléon III.

Sau Hoa Kỳ, các nước Mỹ Latinh cũng đứng lên giành độc lập. Dưới sự lãnh đạo của những nhà cách mạng lớn như Simón Bolívar hay José de San Martín, các quốc gia như Colombia, Venezuela, Ecuador, Peru, Bolivia, Chile, Argentina đã đánh đuổi thực dân Tây Ban Nha và tuyên bố độc lập.  Do ảnh hưởng bởi Cách mạng Hoa Kỳ, các quốc gia mờ này cũng chọn Tổng thống làm chức danh nguyên thủ quốc gia. Ví dụ như Simón Bolívar từng làm Tổng thống của Venezuela, của Colombia, của Bolivia, của Peru. Sau châu Mỹ, phong trào Cách mạng 1848 cũng bùng nổ tại châu Âu, dẫn đến sự ra đời của các quốc gia cộng hoà tư sản mới. Các nước cộng hoà mới này cũng áp dụng Tổng thống làm chức vụ dành cho nguyên thủ quốc gia. Như Louis-Napoleon Bonaparte trở thành Tổng thống Cộng hòa Pháp vào tháng 12-1852.
Đến thế kỷ 20, Phong trào giải phóng dân tộc bùng nổ khắp nơi, hệ thống thuộc địa của các nước đế quốc phương Tây dần tan rã. Các quốc gia thuộc địa sau khi giành được độc lập (đặc biệt là các nước châu Phi) đã áp dụng mô hình Tổng thống chế hoặc Bán tổng thống chế, theo đó Tổng thống là nguyên thủ quốc gia.
Ngày nay, hầu hết các quốc gia theo thể chế cộng hoà trên thế giới đều có Tổng thống làm nguyên thủ (ngoại trừ một số nước theo chế độ cộng sản như Việt Nam hay CHND Trung Hoa). Tuỳ theo Hiến pháp mỗi quốc gia mà nhiệm vụ và quyền hạn của Tổng thống giữa các nước có sự khác biệt.

## Nhiệm vụ và quyền hạn

Bản đồ này cho thấy hình thức tổ chức nhà nước của các quốc gia năm 2021. Màu xanh dương biểu thị các quốc gia theo chế độ cộng hoà tổng thống, màu vàng là các quốc gia cộng hoà bán tổng thống còn màu đỏ và màu cam là những nước cộng hoà có hệ thống đại nghị.

### Cộng hoàTổng thống chế

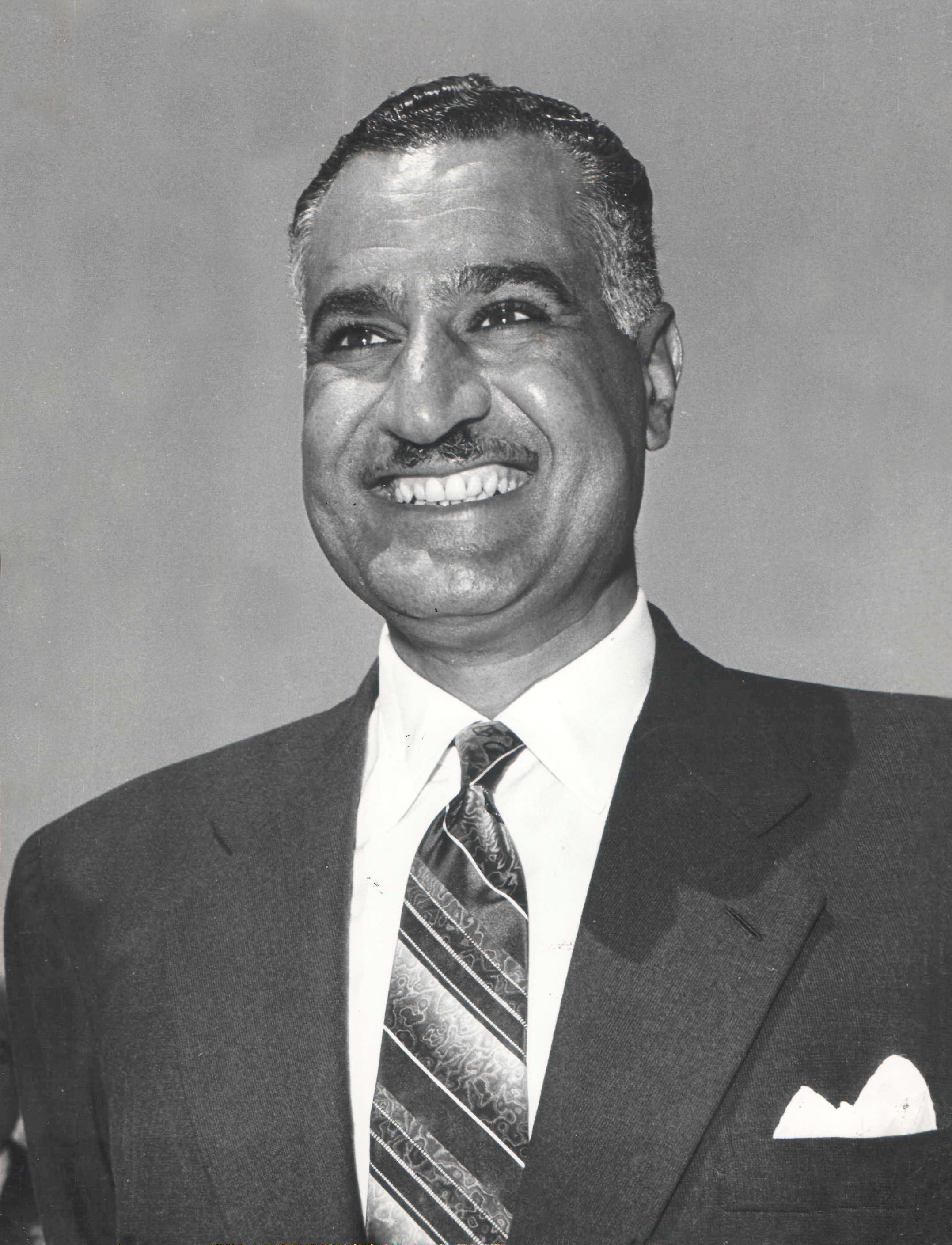
Gamal Abdel Nasser, Tổng thống thứ 2 của Ai Cập (tại nhiệm 1956-1970).

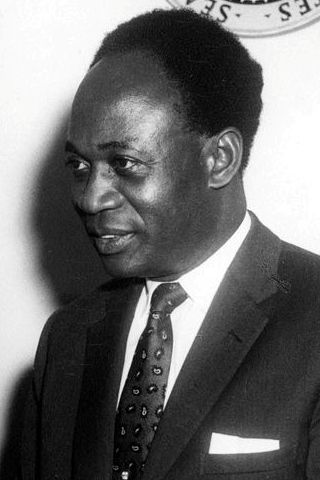
Kwame Nkrumah, Tổng thống đầu tiên của Ghana (tại nhiệm 1960-1966).

Ở các nước cộng hoà tổng thống (như Hoa Kỳ, Brasil, Hàn Quốc, Indonesia, Philippines, Nicaragua,...), không có sự phân biệt rõ ràng giữa nguyên thủ quốc gia, và người đứng đầu chính phủ. Theo Hiến pháp của những quốc gia này, Tổng thống đồng thời kiêm nhiệm chức vụ Thủ tướng, do đó mà quyền hành trở nên rất lớn. Ví dụ như tại Hoa Kỳ, Tổng thống có quyền phủ quyết các đạo luật do Nghị viện ban hành, bổ nhiệm và bãi miễn các bộ trưởng, nắm quyền Tổng tư lệnh các lực lượng vũ trang,... Tổng thống tại các nước cộng hoà tổng thống thường được bầu lên theo hình thức phổ thông đầu phiếu (riêng tại Hoa Kỳ được bầu bởi các Đại cử tri Đoàn). Các quốc gia theo hệ thống này thường tập trung tại châu Mỹ và châu Phi.

### Cộng hoàĐại nghị chế
Tổng thống tại các nước cộng hòa đại nghị (như Đức, Áo, Ấn Độ, Singapore, Israel,...) thường có quyền lực hạn chế và chủ yếu mang tính nghi lễ. Quyền lực chủ yếu tập trung vào tay Quốc hội và Thủ tướng. Cá biệt có những quốc gia đại nghị như Cộng hoà Nam Phi thì Tổng thống còn kiêm luôn cả chức vụ người đứng đầu chính phủ và có quyền hành rất lớn, nhưng cũng do Quốc hội bầu ra. Hình thức bầu cử tổng thống ở các các quốc gia này rất đa dạng: bầu cử trực tiếp, do Quốc hội bầu, hoặc do Đại cử tri đoàn (Ấn Độ).

### Cộng hoà lưỡng tính

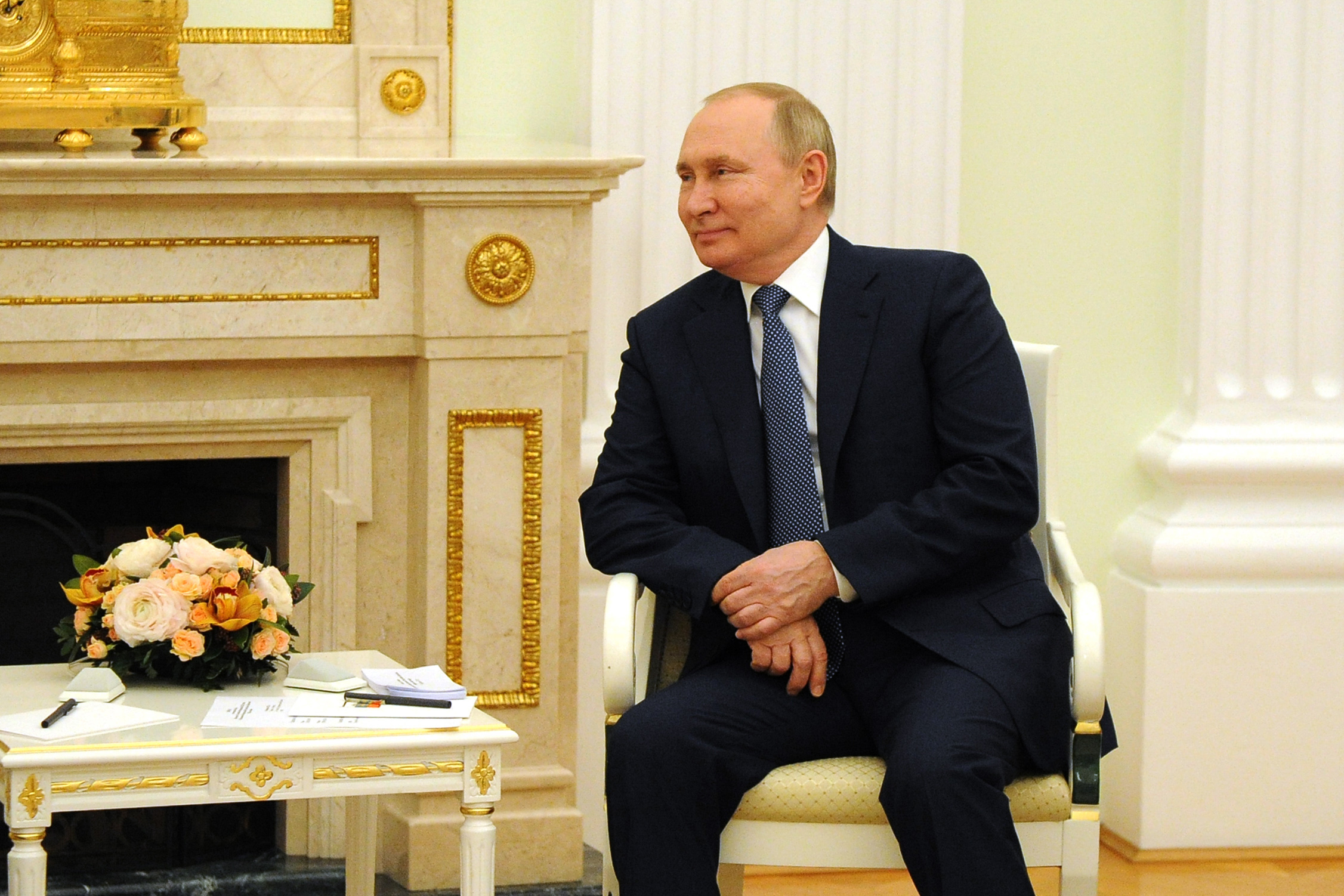
Vladimir Vladimirovich Putin, Tổng thống đương nhiệm của Liên bang Nga (tại nhiệm 200-2008;2012-nay).

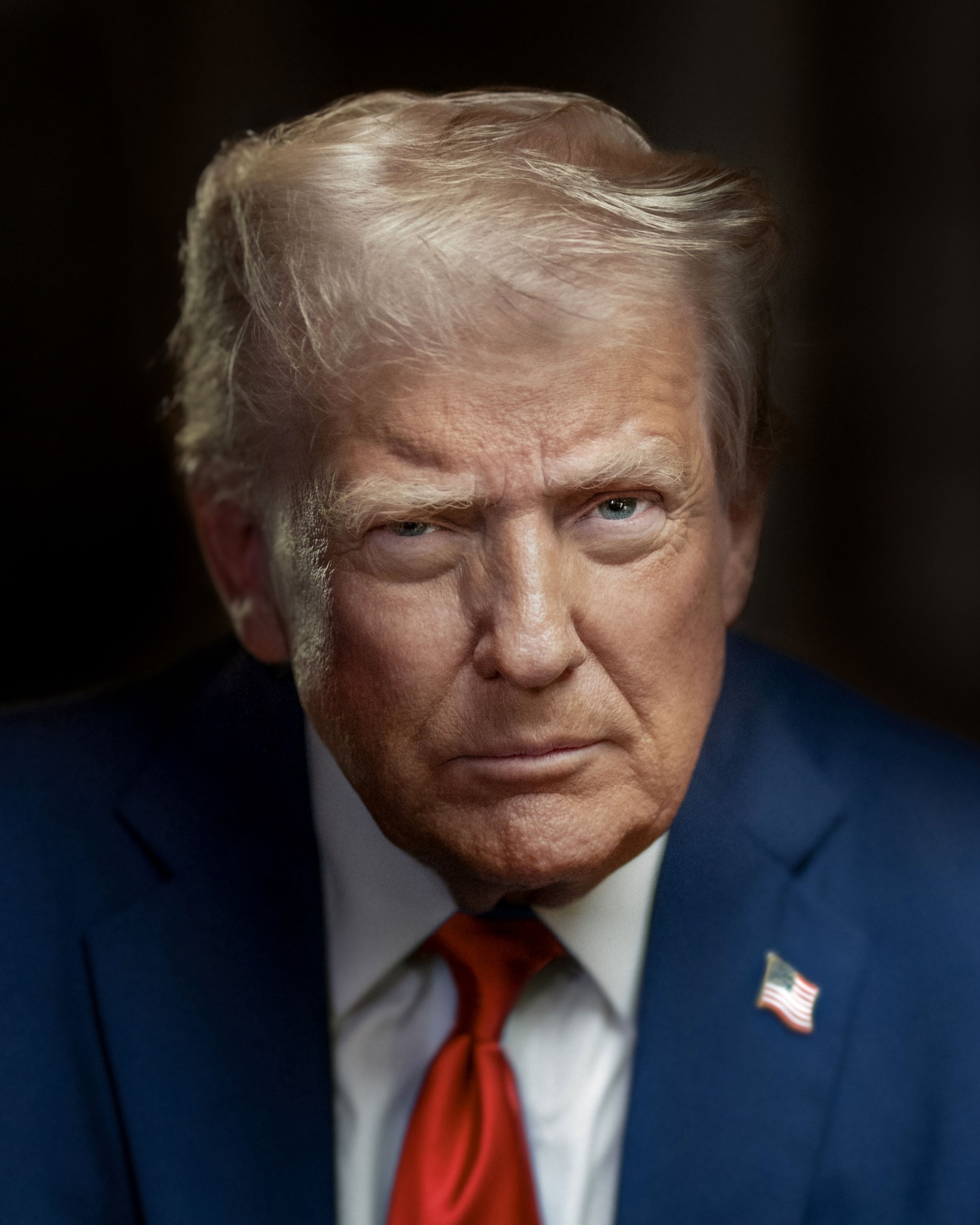
Donald Trump, Tổng thống thứ 45 và 47 của Hoa Kỳ (tại nhiệm 2017-2021 và 2025-nay).

Các nước cộng hoà bán tổng thống (như Pháp, Nga, Ai Cập, Ukraine,...) thường có một nguyên thủ quốc gia và một người đứng đầu chính phủ. Quyền Hành pháp được phân chia giữa tổng thống và thủ tướng. Quyền hạn của tổng thống là có thể giải tán quốc hội khi cần thiết, thống lĩnh Quân đội và giải quyết các vấn đề ngoại giao. Hình thức bầu cử phổ biến là phổ thông đầu phiếu.

### Nhà nước đơn đảng
Bài chi tiết: Chủ tịch nước

## Cách xưng hô
Cách xưng hô dành cho Tổng thống trong tiếng Anh thường thêm chữ Mr. (Ngài)/Mrs. (Bà)(trong trường hợp Tổng thống là nữ giới) vào trước từ President thành "Mr./Mrs. President" (Ngài/Bà Tổng thống. Một số cách xưng hô không chính thức khác như "The Honorable" hay trong quan hệ ngoại giao là "His/Her Exellency". 

#### Nguyên thủ quốc gia
- Tổng đốc
- Tổng Bí thư
- Quốc trưởng
- Lãnh tụ tối cao